# Myballoon
Myballoon war eine deutsche Rockband aus Berlin. Bekannteste Single war On My Way aus dem Jahr 2000. Die Band löste sich im Jahr 2006 auf.

## Geschichte
Gegründet wurde die Band Ende 1996, nachdem der Bassist Christoph Clemens und der Schlagzeuger Benjamin Sommerfeld ein Demotape vom späteren Sänger der Band, Tom Lüneburger, angehört hatten. Seine Stimme begeisterte sie sofort. Beide hatten vorher bereits in einer siebenköpfigen Acid-Jazz-Combo gespielt, deren Auflösung zu dem Zeitpunkt kurz bevorstand.
Drei Monate später kam dann die Idee, ein Rocktrio unter dem Namen „Myballoon“ zu gründen. 1998 gewannen die drei einen Bandwettbewerb. Ihr Preis war ein Studioaufenthalt. Diesen nutzen sie, um ihre erste (offiziell nicht veröffentlichte) CD Turned My Way aufzunehmen. Als sie mit den Liedern 1999 beim Emergenza-Wettbewerb antraten und sich in dem Wettbewerb letztendlich gegen die anderen 1500 Bands aus ganz Europa durchsetzten, schienen sie eine glänzende Zukunft vor sich zu haben. Der erste Preis war ursprünglich die Teilnahme an der Warped Tour gewesen, als Vorband von Ice-T und Die Ärzte. Die Band entschied sich jedoch für die Alternative: Ein Konzert im legendären Rockclub Whisky a Go Go in West Hollywood, in dem schon Gruppen wie die Doors, The Police und Guns n’ Roses aufgetreten waren. Insgesamt wurden der Band drei Auftritte, in Portland, New York und Los Angeles, ermöglicht.
Im Jahr 2000 erfolgte dann der vorläufige Höhepunkt der Karriere mit dem Gewinn des ZDF/VIVA Cometen als „Newcomer of the Year“. Ihr größter Radioerfolg On My Way schaffte es auf diverse Rockkompilationen.
2003 ging das Rocktrio mit den Guano Apes auf Europa-Tour. Kurz zuvor hatten sie ihr zweites Album Between Here and Away veröffentlicht, welches es auf Anhieb unter die Top 70 der deutschen Albencharts schaffte.
In den knapp zehn Jahren ihres Bestehens spielte die Band für ca. 500 Shows und auf allen großen Festivals wie etwa Rock am Ring, Soundgarden, Southside oder Bizarre.
2005 lehnte ihre Plattenfirma nach ersten Probeaufnahmen zum dritten Album eine weitere Zusammenarbeit ab. Die Band löste sich 2006 auf.
Ab 2008 arbeiten die Bandmitglieder bei verschiedenen musikalischen Projekten an ihrem Comeback: Sänger Tom Lüneburger veröffentlichte die Solo-Alben Good Intentions (2010), Lights (2012) und Head Orchestra (2015). Bassist Christoph Clemens veröffentlichte 2008 das Album I Wish I Could Hate You mit seiner Band Me & Meyer.

## Stil
Die Lieder dieser klassischen Rockband sind zu ihren Hochzeiten auch auf etlichen Rocksamplern erschienen. Ihre Musik ist u. a. geprägt von ausgeprägten Gitarrenklängen und -solos. Die teilweise weiche Stimme des Sängers kontrastiert zu den harten Klängen und Beats.

## Flugzeugabsturz
Am 24. Juni 2000 stürzte das von Berlin-Tempelhof gestartete Flugzeug mit den Bandmitgliedern an Bord in Süddeutschland über einem Waldgebiet ab. An diesem Tag sollte die Band auf dem Southside-Festival in München  spielen. Alle drei Bandmitglieder überlebten den Absturz.

## Diskografie

### Alben
| Jahr | Titel                 | Anmerkungen                            |
| ---- | --------------------- | -------------------------------------- |
| 2000 | Perfect View          | Erstveröffentlichung: 17. April 2000   |
| 2003 | Between Here and Away | Erstveröffentlichung: 17. Februar 2003 |

### Singles
| Jahr | Titel Album                        | Anmerkungen                           |
| ---- | ---------------------------------- | ------------------------------------- |
| 2000 | On My Way Perfect View             | Erstveröffentlichung: 13. März 2000   |
| 2000 | Goodbye Perfect View               | Erstveröffentlichung: 28. August 2000 |
| 2003 | Trust No One Between Here and Away | Erstveröffentlichung: 3. Februar 2003 |

### Sampler
| Jahr | Titel Album                               | Anmerkungen                              |
| ---- | ----------------------------------------- | ---------------------------------------- |
| 2000 | 20 Top Hits (Sommer Extra 2000) On My Way | Erstveröffentlichung: Frühjahr 2000      |
| 2000 | Big Noize On My Way                       | Erstveröffentlichung: 8. Mai 2000        |
| 2000 | The Dome Vol. 15 On My Way                | Erstveröffentlichung: 1. September 2000  |
| 2000 | Eins Live Hits On My Way                  | Erstveröffentlichung: 22. September 2000 |
| 2000 | Crossing All Over Vol.12 On My Way        | Erstveröffentlichung: 6. Oktober 2000    |
| 2001 | Heimatkult On My Way                      | Erstveröffentlichung: 2. Juli 2001       |
| 2001 | Alternative Moments Vol. 2 Turned my way  | Erstveröffentlichung: 1. Oktober 2001    |
| 2001 | Viva Rock Vol. 1 Tonight                  | Erstveröffentlichung: 26. November 2001  |
| 2002 | Viva Rock Vol. 2 Hello                    | Erstveröffentlichung: 26. August 2002    |
| 2003 | Crossing All Over Vol.16 Trust No One     | Erstveröffentlichung: 14. Februar 2003   |
| 2006 | Eine andere Liga On My Way                | Erstveröffentlichung: 27. Januar 2006    |

## Auszeichnungen
Myballoon haben für ihre musikalischen Veröffentlichungen die folgenden Preise erhalten:
- Comet
  - 2000 Newcomer Comet